# Sóc chuột Himalaya
Sóc chuột Himalaya, tên khoa học Tamiops mcclellandii, là một loài động vật có vú trong họ Sóc, bộ Gặm nhấm. Loài này được Horsfield mô tả năm 1839.

## Phân loài
- T. m. mcclellandii
- T. m. barbei
- T. m. collinus
- T. m. inconstans
- T. m. kongensis
- T. m. leucotis